# Joaquín Lázaro
Joaquín Lázaro (Aliaga, 1746 - Mondoñedo, 7 de septiembre de 1786) fue un compositor y maestro de capilla español.

## Vida
Aliaga ha sido origen de algunos músicos de importancia, entre ellos Miguel Ximeno. Joaquín Lázaro se educó en Zaragoza, con los infantes del Pilar de 1755 a 1761.
El 4 de mayo de 1771, con veinticinco años, fue nombrado para el puesto de maestro de capilla en el Pilar, habiendo ganado el cargo por oposición y en sustitución de Cayetano Echevarría. En Zaragoza, a finales de 1772, se ordenó sacerdote y el 27 de enero de 1773 fue nombrado racionero. Poco después salió de la ciudad por motivos de salud para «tomar ayres», problema que se repitió en 1774 y 1776. Poco después «por tranquilidad de su ánimo y menos trabajo que tendrá en el nuevo destino [...] aunque con sentimiento de ausentarse de esta iglesia», dejó el cargo en el Pilar.
En diciembre de 1777 le fue concedida la maestría de la Catedral de Mondoñedo «sin pretensión suya». Sin embargo, no pareció estar satisfecho en el lugar, ya que en 1780 se presentó a las oposiciones a las maestrías de Ávila, de las que se retiró al enterarse de la muerte de Pedro Furió que dejaba vacante la maestría de la Oviedo.
En enero de 1781 se presentó a las oposiciones de maestro de capilla de la Catedral de Oviedo, en competencia Juan García Carrasquedo, maestro de capilla de la Catedral de Santander, Jaime Balíus maestro de la Catedral de la Seo de Urgel y Francisco Náger, maestro de la Catedral de Lugo, contendientes de gran nivel. Ganó las oposiciones el 10 de febrero de 1781 y mantuvo el cargo hasta el 13 de septiembre de 1786, fecha de su fallecimiento.
En Oviedo se integró en la vida cultural de la ciudad, siendo miembro de la Real Sociedad de Amigos del País, y formó a otros músicos, como Luis Blasco.
En verano de 1786, debido a su delicada salud, regresó a Mondoñedo para recuperarse y descansar. Sin embargo, empeoró y falleció a los cuarenta años, siendo enterrado en la Metropolitana de Mondoñedo.

## Obra
Su estancia en Oviedo fue muy fecunda: 25 obras en latín, entre salmos, motetes y una misa, y 30 arias en castellano y otros 30 villancicos, con coro e instrumentos.
Se conservan obras suyas en Astorga, La Coruña, Jaén, Málaga, Montserrat, Mondoñedo, Orense, El Burgo de Osma, Oviedo, Palencia y Zamora.
Selección de obras:
- En latín: 
  - Misa a onra y gloria de Ma. Sma. del Pilar, a 8 voces, instrumentos y bajo continuo.
  - Misa ad honorem Ba. Ma. de Pilari, a 2 voces, instrumentos y bajo continuo.
  - Motetes Conceptio Beata Maria, a 8 voces y bajo continuo.
  - Gloriose Virgine Maria, a 8 voces y bajo continuo.
  - Panis Angelicus, a 8 voces, instrumentos y bajo continuo.
  - Salmos Beatus Vir, a 8 voces, instrumentos y bajo continuo.
  - Dixit Dominus (1774), a 8 voces, instrumentos y bajo continuo.
  - Laetatus sum, a 8 voces, instrumentos y bajo continuo.
  - Lauda Jerusalem (1769), a 8 voces e instrumentos.
  - Laudate Dominum, a 8 voces, instrumentos y bajo continuo.
  - Dos Miserere, a 8 voces, instrumentos y bajo continuo.
  - Himnos Ave Maris Stella (1775), a 8 voces, instrumentos y bajo continuo.
  - O Beata Virginum, a 6 voces y bajo continuo.
  - O Beatum Apostolorum, a 8 voces, instrumentos, órgano y bajo continuo.
  - O Gloriosa Virginum, a 8 voces y bajo continuo.
  - Pange Lingua, a 4 voces.
  - Sacris Solemnis, id. Antif. Ecce Sacerdos Magnus, a 8 voces y bajo continuo.
  - Regina Coeli, a 5 voces e instrumentos.
  - Resp. Beata Dei Genitrix, a 2 voces y bajo continuo.
  - Hodie novis de Coelo, a 8 voces, instrumentos, órgano y bajo continuo.
  - Omnes de Saba venient, id. Sec. Stabat Mater, a 4 voces.

- En español: 
  - La luz más refulgente (para los convertidos santos) (1772), oratorio a 4 voces, instrumentos y bajo continuo.
  - Sola y triste gemía España (España restaurada... por el glorioso apóstol el Señor Santiago) (1774), oratorio a 8 voces, instrumentos y bajo continuo.